# Oswaldo Giroldo Júnior
Oswaldo Giroldo Júnior, més conegut com a Juninho Paulista (São Paulo, 22 de febrer de 1973) és un futbolista brasiler. El seu malnom prové del diminutiu de Júnior, Juninho, sumat al gentilici del seu lloc de naixement.
Ha marcat 5 gols en 50 partits per la selecció brasilera, tot guanyant el Mundial del 2002, així com la medalla de bronze als Jocs Olímpics d'Atlanta 1996. En la seua carrera, ha jugat per diversos clubs brasilers, com São Paulo FC, Vasco da Gama, Palmeiras o CR Flamengo, a l'Atlètic de Madrid espanyol i als britànics Middlesbrough FC i Celtic de Glasgow.

## Trajectòria
Va començar a destacar en modestos equips de la seua ciutat natal, São Paulo, com el FC Curvados e Orgulhoso. El 1993 inicia la seua carrera professional al São Paulo FC, amb qui guanyaria nombrosos títols, tant nacionals com internacionals.
El 1995 dona el salt a Europa per jugar amb l'anglès Middlesbrough FC. El conjunt acabava de pujar a la Premier League i prompte el brasiler va esdevenir futbolista estrella dels Teessiders. Va arribar a dues finals el 1997, perdent les dues. Fou nomenat Jugador de l'any de la Premier League el 1997.
L'estiu de 1997 el Middlesbrough descendeix i Juninho marxa a l'Atlètic de Madrid. No va tenir tanta sort en el conjunt espanyol. Va sofrir nombroses lesions i no va donar l'esperat del seu alt fitxatge (12 milions de lliures). De seguida, l'Atlético el va cedir diverses vegades, al Middlesbrough, al Vasco de Gama i al Flamengo.
La temporada 2002/2003, el brasiler retorna per tercera vegada al Middlesbrough, traspassat de l'Atlético per 3,8 milions de lliures. Aquesta vegada sí que va guanyar un títol amb els anglesos, la Copa del 2004. De nou es va alçar com a símbol del seu equip, tot arribant a ser votat, el desembre de 2007, el jugador més rellevant de la història del club.
La 04/05 va signar una discreta temporada en el Celtic escocès, i l'any següent retorna al Brasil per militar en el Palmeiras i el Flamengo. Finalment, l'agost del 2007 recala a l'exòtic Sydney FC de l'A-League australiana, on va combinar grans actuacions amb èpoques en dic sec a causa de les lesions.

## Selecció
Juninho va formar part del combinat brasiler que va guanyar la Copa del Món del 2002. En total, va jugar 50 partits amb la canarinha, tot marcant 5 gols. També va estar present a la Copa Amèrica de 1995 i 2001, a la Copa Confederacions de 1997 (guanyada pels brasilers), i amb la selecció olímpica als Jocs Olímpics d'Atlanta (medalla de bronze).

## Palmarès
São Paulo
- Copa Libertadores: 1993
- Supercopa Sudamericana: 1993
- Copa Intercontinental: 1993
- Recopa Sudamericana: 1994
- Copa CONMEBOL: 1994
- Copa de Campions del Brasil: 1995

Vasco da Gama
- Campionat brasiler de futbol: 2000
- Copa Mercosur: 2000

Middlesbrough
- Football League Cup: 2004

Flamengo
- Taça Guanabara: 2007
- Campionat carioca: 2007

### International
- Copa del Món de Futbol: 2002
- Copa Confederacions de la FIFA: 1997
- Medalla de bronze: 1996